# Târnava Mare
Die Târnava Mare (deutsch die Große Kokel, früher auch der Große Kokel, ungarisch Nagy-Küküllő) ist ein (mit der Târnava) 246 Kilometer langer Nebenfluss des Mureș in Siebenbürgen (Rumänien). Sie entspringt im Gurghiu-Gebirge (Ostkarpaten) in einer Höhe von 1455 m über dem Meeresspiegel und vereinigt sich bei Blaj (Blasendorf) mit der Târnava Mică (Kleine Kokel) zur Târnava (Kokel).